# کالچی
کالچی (به ایتالیایی: Calci) یک کومونه در ایتالیا است که در استان پیزا واقع شده‌است.

## خصوصیات
کالچی ۲۵٫۲ کیلومترمربع مساحت و ۶٬۲۷۱ نفر جمعیت دارد و ۵۰ متر بالاتر از سطح دریا واقع شده‌است.

## خواهرخوانده
شهر Yzeure خواهرخواندهٔ کالچی هست.